# Palais du Podestat de Viterbe
Le Palazzo del Podesta  ou encore Palazzo del Governatore, est un palais du XIIIe siècle situé sur la Piazza del Plebiscito, dans le centre historique de Viterbe, ville située dans la région du Latium, en Italie. Il est rattaché et accessible par l'arc sur la Via Filippo Ascenzi qui le relie au plus grand Palazzo del Commune ou Palazzo Comunale.

## Histoire
Le bâtiment, qui abrite les principaux bureaux municipaux, a été construit à l'origine en 1264, comme palais du  Capitano del Popolo. Sa construction et du  Palazzo dei Priori a eu lieu  en 1243, après la victoire de Viterbe sur l'empereur Frédéric II. En 1700, un grand balcon a été ajouté au piano nobile. 
La façade a été rénovée au fil des siècles et présente désormais des fenêtres et des portails classiques. La tour de l'horloge, haute de 44 mètres, a été reconstruite en 1487 après la destruction de la structure précédente. Le cadran de l'horloge a été peint en 1816 par Domenico Costa,.
Le bâtiment est remodelé et agrandi au XVe siècle pour créer la résidence du «  Rettore del Patrimonio di Pietro » et relié au palais voisin des Priori par une loggia où se trouve désormais une partie de la galerie d'art.

## Description
Ce palais possède un haut clocher en pierre (Torre del Orologio autrefois Torre dei Monaldeschi) qui s'élève sur l'arrière. En son milieu, la tour possède une horloge du XVe siècle. La plus grande cloche de la tour provient de l'église Santa Maria della Verità. En diagonale sur la place se trouve l'église Sant'Angelo in Spatha, qui possède  sur sa façade une réplique en marbre de l'ancien sarcophage romain de Bella Galiana.

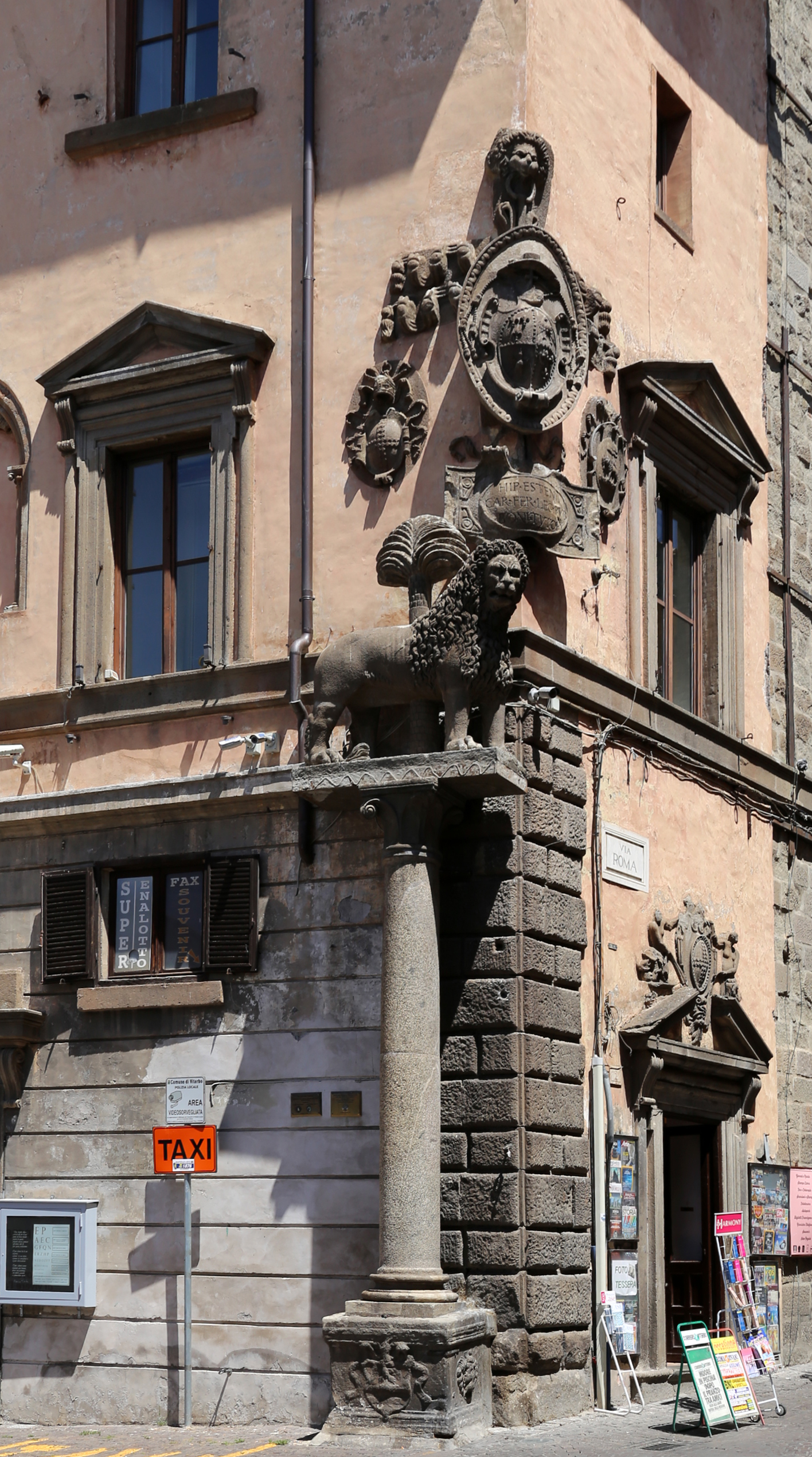
Coin sud de la façade avec le symbole de Viterbe.

À l'angle sud de la façade de la place se trouvent une série de boucliers héraldiques et une colonne avec un lion et un palmier, symboles de Viterbe,. 
De l'autre côté de la place se trouve le Palazzo della Prefettura de style baroque qui possède également un lion, au sommet d'une colonne dans le coin sud de la façade. Cette sculpture de lion médiévale se trouvait autrefois dans l'escalier principal du  Palazzo dei Priori.
Au piano nobile se trouvent deux grands panneaux en céramique, offerts par des maîtres de Deruta, qui représentent le conclave de 1269, pour l'élection du pape Grégoire X. Ils représentent le palais pontifical sans toit et les cinq papes qui ont été élus à Viterbe,.  
le rez-de-chaussée du palais abrite des boutiques et le Caffè Centrale.